# Monada (algebra)
Monada – w algebrze liniowej i homologicznej trójwyrazowy kompleks
{\displaystyle A\to B\to C}
obiektów pewnej kategorii abelowej, którego środkowy wyraz {\displaystyle B} jest projektywny, pierwsze odwzorowanie {\displaystyle A\to B} jest iniektywne, zaś drugie odwzorowanie {\displaystyle B\to C} jest surjektywne.
Równoważnie monadę można zdefiniować jako obiekt projektywny z trójkrokową filtracją ({\displaystyle B\subset \ker(B\to C)\supset \operatorname {im} (A\to B)}). W praktyce {\displaystyle A,B,C} są często wiązkami wektorowymi nad ustaloną przestrzenią liniową, a część autorów narzuca pewne dodatkowe, pomniejsze warunki na definicję.
Monady zostały wprowadzone przez Horrocksa.

## Literatura dodatkowa
- Wolf Barth, Klaus Hulek. Monads and moduli of vector bundles. „Manuscripta Mathematica”. 25 (4), s. 323–347, 1978. DOI: 10.1007/BF01168047. ISSN 0025-2611. MR509589 zbl:0395.14007.